# Campigneulles-les-Petites
Campigneulles-les-Petites är en kommun i departementet Pas-de-Calais i regionen Hauts-de-France i norra Frankrike. Kommunen ligger i kantonen Montreuil som tillhör arrondissementet Montreuil. År 2022 hade Campigneulles-les-Petites 529 invånare.

## Befolkningsutveckling
Antalet invånare i kommunen Campigneulles-les-Petites
| Referens: INSEE |